# Büschelgipfelkrankheit der Banane
Die Büschelgipfelkrankheit der Banane (Bunchy-top-Krankheit, englisch bunchy top disease) ist eine Viruskrankheit der Dessertbanane (Musa × paradisiaca). Erreger ist das Banana-Bunchy-top-Virus (alias Musa-Virus 1, englisch Banana bunchy top virus, BBTV; Spezies Babuvirus musae)
Das Virus gehört der Gattung Babuvirus aus der Familie Nanoviridae an.
Zur selben Gattung gehört das Abaca-Bunchy-top-Virus (engl. Abaca bunchy top virus, ABTV, Spezies Babuvirus abacae), das die Abacá genannte Schwesterart Musa textilis befällt.
Die Viruspartikel von BBTV haben ikosaedrische (zwanzigflächige) Kapside mit 18–20 nm Durchmesser. 

Genom der Gattung Babuvirus mit den sechs (Haupt-)Segmenten

Das Erbgut besteht aus mindestens sechs zirkulären (+)ssDNA-Abschnitten, die (wie typisch für die Gattung Babuvirus) einzeln in die Kapside verpackt werden.

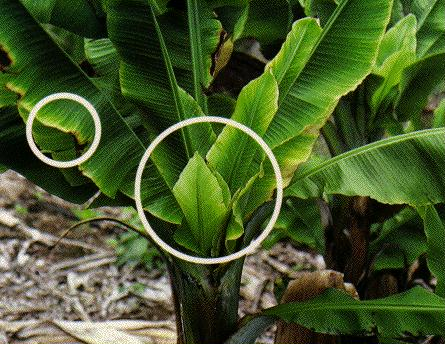
Vom Banana bunchy top virus (BBTV) verursachtes Verkümmern neuer Blätter, die büschelhaft entstehen, während die Blattränder deformiert und gelb sind.

## Übertragung
BBTV wird durch die Blattlaus Pentalonia nigronervosa übertragen. Die Bekämpfung gelingt durch die Verwendung von virusfreiem Pflanzgut und die sofortige Vernichtung erkrankter Pflanzen. Außerdem können die Vektoren bekämpft werden.

## Vorkommen
Die Büschelgipfelkrankheit tritt in Asien, Afrika und Ozeanien auf und ist dort eine der ökonomisch schädlichsten Bananenkrankheiten. In den 1920er Jahren wurde die australische Bananenindustrie durch sie vernichtet.